# Colletes atlassus
Colletes atlassus är en biart som beskrevs av Kuhlmann 2002. Colletes atlassus ingår i släktet sidenbin, och familjen korttungebin. Inga underarter finns listade i Catalogue of Life.